# Maumeen-Pass
Der Maumeen-Pass (auch Maumean, irisch Mám Éan – deutsch „Pass der Vögel“) ist ein 432 m hoher Gebirgspass in Connemara im irischen County Galway. Er liegt bei Recess (irisch Sraith Salach)  beim Knocknahillion (irisch Cnoc na hUilleann) in den Maumturk Mountains (irisch Sléibhte Mhám Toirc) und ist nach dem 456 m hohen Connor Pass der zweithöchste Pass in Irland.

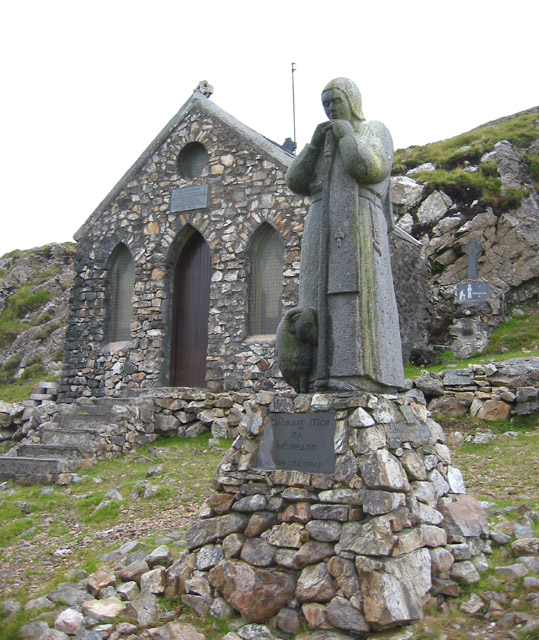
Kapelle am Mám Éan

Der Pass war früher ein Bergheiligtum des altirischen Gottes Lugh. Oberhalb des Passes befinden sich am Hang eine kleine Felsnische, „Leaba Phádraig“ (St. Patrick’s Bett) genannt, und eine unauffällige Kirche, sowie zwei heilige Quellen. Am letzten Sonntag im Juli (Lughnasa) erfolgt eine Wallfahrt zum Pass. Die Messe wird auf Irisch gesungen.
In der Nähe liegen die Burnt Mounds von Poundcartron.

## Legende
Die Legende erzählt, dass hier St. Patrick einen Widder im Bergsee versenkte. Der Widder war in gallorömischer Zeit ein Attribut des festländischen Gottes Mercurius/Lugh.